# Rari Nantes Bogliasco 2015-2016 (maschile)
La Rari Nantes Bogliasco disputa la Serie A1 2015-2016 di pallanuoto maschile.

## Rosa
| N° |                    | Ruolo | Giocatore           |
| -- | ------------------ | ----- | ------------------- |
|    | Italia (bandiera)  | P     | Edoardo Prian       |
|    | Francia (bandiera) | P     | Pierre Pellegrini   |
|    | Italia (bandiera)  | D     | Matteo Monari       |
|    | Italia (bandiera)  | D     | Alessandro Di Somma |
|    | Italia (bandiera)  | D     | Mario Guidi         |
|    | Italia (bandiera)  | D     | Marco Giordano      |
|    | Italia (bandiera)  | CV    | Gian Marco Guidaldi |

| N° |                        | Ruolo | Giocatore            |
| -- | ---------------------- | ----- | -------------------- |
|    | Italia (bandiera)      | CV    | Fabio Gambacorta     |
|    | Italia (bandiera)      | CV    | Filippo Gavazzi      |
|    | Italia (bandiera)      | CV    | Duilio Puccio        |
|    | Italia (bandiera)      | A     | Roberto Ravina       |
|    | Stati Uniti (bandiera) | A     | Matthew De Trane     |
|    | Brasile (bandiera)     | CB    | Alonso Ives Gonzalez |
|    | Italia (bandiera)      | CB    | Andrea Fracas        |

| Allenatore: | Daniele Bettini |

## Mercato
| Acquisti | Acquisti             | Acquisti  | Acquisti |
| R.       | Nome                 | da        |          |
| -------- | -------------------- | --------- | -------- |
| CV       | Fabio Gambacorta     | Florentia |          |
| CV       | Marco Giordano       | Quinto    |          |
| CB       | Andrea Fracas        | Camogli   |          |
| CB       | Alonso Ives Gonzalez |           |          |

| Cessioni | Cessioni         | Cessioni         | Cessioni |
| R.       | Nome             | a                |          |
| -------- | ---------------- | ---------------- | -------- |
| D        | Giacomo Boero    | Quinto           |          |
| A        | Edoardo Di Somma | Sport Management |          |
| A        | Stephen Loomis   | Albaro Nervi     |          |
| A        | Giacomo Novara   | Imperia          |          |
| A        | Ettore Novara    | Imperia          |          |
| CB       | Arnaldo Deserti  | Sport Management |          |

## Risultati

### Serie A1

#### Girone di andata
| Arbitri: | Fabio Collantoni Stefano Riccitelli |

|                                   |           |                          |
| Ravina: 5 Di Somma: 4 Guidaldi: 1 | Marcatori | 1: Elez, Popović, Rocchi |

| Arbitri: | Gianluca Centineo Giuseppe Fusco |

|                                                                   |           |                                         |
| M. Luongo: 3 Valentino: 2 Korolija, Marziali, S. Luongo, Pérez: 1 | Marcatori | 3: De Trane 1: Di Somma, Ravina, Fracas |

| Arbitri: | Alessandro Marongiu Alessandro Severo |

|                                          |           |                                                                                 |
| Gonzalez: 2 De Trane, Fracas, Gavazzi: 1 | Marcatori | 3: A. Ivović 2: Fondelli, Giacoppo, Mandić 1: Aicardi, Figari, Giorgetti, Sukno |

| Arbitri: | Fabio Brasiliano Massimiliano Caputi |

|                                        |           |                                                        |
| Gandini, Brlečić: 2 Cambiaso, Manzi: 1 | Marcatori | 2: Di Somma, Gambacorta 1: Gavazzi, Guidaldi, Gonzalez |

| Arbitri: | Massimo Calabrò Filippo Gomez |

|                                                       |           |                                                   |
| Gonzalez: 2 De Trane, Di Somma, Ravina, Gambacorta: 1 | Marcatori | 1: Colosimo, Charuto, Giorgi, Cannella, Maddaluno |

| Arbitri: | Mario Bianchi Antonio Guarracino |

|                                                                                       |           |                                           |
| Ubović: 6 Molina, Rizzo, Bertoli: 2 C. Presciutti, Nora, N. Presciutti, Napolitano: 1 | Marcatori | 1: De Trane, Guidaldi, Ravina, Gambacorta |

| Arbitri: | Raffaele Colombo Arnaldo Petronilli |

|                                                              |           |                                                                 |
| Marinić Kragić, Gallo: 3 Klikovac, Renzuto Iodice, Bušlje: 2 | Marcatori | 3: Ravina 2: De Trane 1: Di Somma, Gambacorta, Gonzalez, Monari |

| Arbitri: | Attilio Paoletti Stefano Scappini |

|                                                                                   |           |                                                    |
| Fracas: 2 De Trane, Di Somma, Guidaldi, Ravina, Gambacorta, Gonzalez, Giordano: 1 | Marcatori | 3: Jelača 2: Coppoli, Petković 1: Vergano, Deserti |

| Arbitri: | Marco Ercoli Stefano Ricciotti |

|                                                         |           |                                              |
| Di Costanzo, Brguljan, Borrelli, Mattiello, Maccioni: 1 | Marcatori | 2: De Trane 1: Gavazzi, Guidaldi, Gambacorta |

| Arbitri: | Leonardo Ceccarelli Fabio Collantoni |

|                                               |           |                                                 |
| Di Somma: 4 De Trane: 3 Ravina, Gambacorta: 1 | Marcatori | 3: Di Luciano 2: Camilleri 1: Ivović, Danilović |

| Arbitri: | Massimiliano Caputi Giuseppe Fusco |

|                                                                      |           |                                                                 |
| G. Oneto: 3 Bruni: 2 Colombo, Dani, F. Panerai, Gobbi, L. Panerai: 1 | Marcatori | 3: Ravina 2: De Trane, Guidaldi, Fracas 1: Gambacorta, Gonzalez |

| Arbitri: | Daniele Bianco Alessandro Severo |

|                                          |           |                                                |
| De Trane, Guidaldi: 3 Gavazzi, Ravina: 1 | Marcatori | 5: Milaković 2: Colombo 1: Bianco, Mistrangelo |

| Arbitri: | Stefano Alfi Filippo Gomez |

|                                                    |           |                                                    |
| Bezić, B. Oneto, Innocenzi: 2 Pappacena, Vitola: 1 | Marcatori | 3: De Trane 2: Monari 1: Gambacorta, Fracas, Guidi |

#### Girone di ritorno
| Arbitri: | Mario Bianchi Gianluca Centineo |

|                  |           |                                                       |
| Popović, Elez: 3 | Marcatori | 2: De Trane 1: Di Somma, Guidaldi, Ravina, Gambacorta |

| Arbitri: | Attilio Paoletti Federico Zerbini |

|                                      |           |                                                                          |
| De Trane, Ravina, Giordano, Guidi: 1 | Marcatori | 3: S. Luongo 2: Marziali 1: Pérez, Korolija, Gitto, Valentino, M. Luongo |

| Arbitri: | Stefano Alfi Stefano Ricciotti |

|                                                               |           |                                        |
| Di Fulvio: 4 Mandić: 3 Sukno, Aicardi: 2 Figlioli, Bodegas: 1 | Marcatori | 3: Guidaldi 2: Monari 1: Ravina, Guidi |

| Arbitri: | Filippo Gomez Marco Piano |

|                                                         |           |                                         |
| Di Somma: 4 De Trane, Gambacorta: 2 Guidaldi, Ravina: 1 | Marcatori | 1: Gandini, Mugnaini, Cambiaso, Brlečić |

| Arbitri: | Massimo Calabrò Marco Ercoli |

|                                          |           |                                                           |
| Lapenna: 3 Di Rocco, Leporale: 2 Mele: 1 | Marcatori | 3: Guidaldi 1: De Trane, Di Somma, Ravina, Fracas, Monari |

| Arbitri: | Giuseppe Fusco Antonio Pascucci |

|                                                                               |           |                                                                        |
| Gambacorta, Fracas: 2 De Trane, Gavazzi, Guidaldi, Puccio, Gonzalez, Guidi: 1 | Marcatori | 5: Rizzo 4: Ubović 1: Presciutti, Ranđelović, Molina, Nora, Napolitano |

| Arbitri: | Leonardo Ceccarelli Stefano Riccitelli |

|                                                                |           |                                 |
| Di Somma: 4 De Trane, Guidaldi, Gambacorta, Gonzalez, Guidi: 1 | Marcatori | 3: Gallo 2: Saccoia 1: Klikovac |

| Arbitri: | Luca Bianco Massimo Calabrò |

|                                                                    |           |                                                                      |
| Petković: 5 Bini: 3 Mirarchi: 2 Di Fulvio, E. Di Somma, Deserti: 1 | Marcatori | 4: Ravina 3: Gonzalez 2: Gambacorta 1: De Trane, A. Di Somma, Fracas |

| Arbitri: | Attilio Paoletti Cristina Taccini |

|                                                               |           |                                                                    |
| De Trane, Ravina: 2 Di Somma, Gambacorta, Gonzalez, Monari: 1 | Marcatori | 4: Brguljan 2: Velotto 1: Baviera, Migliaccio, Mattiello, Esposito |

| Arbitri: | Mario Bianchi Stefano Riccitelli |

|                                                         |           |                                                                           |
| Di Luciano, Camilleri: 3 Ivović, Danilović, Casasola: 1 | Marcatori | 2: Guidaldi, Ravina 1: De Trane, Di Somma, Gambacorta, Gonzalez, Giordano |

| Arbitri: | Gianluca Centineo Stefano Scappini |

|                                                   |           |                                                       |
| Guidaldi: 4 Gambacorta: 3 De Trane: 2 Di Somma: 1 | Marcatori | 4: F. Panerai 2: Generini, Bruni 1: Vasić, L. Panerai |

| Arbitri: | Attilio Paoletti Marco Piano |

|                                                           |           |                                                        |
| Milaković: 3 Alesiani, Sadovyy: 2 Colombo, Mistrangelo: 1 | Marcatori | 3: Gavazzi 2: Ravina, Gambacorta 1: De Trane, Guidaldi |

## Statistiche

### Statistiche di squadra
- Statistiche aggiornate al 14 maggio 2016.

| Competizione | Punti | In casa | In casa | In casa | In casa | In casa | In casa | In trasferta | In trasferta | In trasferta | In trasferta | In trasferta | In trasferta | Neutro | Neutro | Neutro | Neutro | Neutro | Neutro | Totale | Totale | Totale | Totale | Totale | Totale | DR  |
| Competizione | Punti | G       | V       | N       | P       | Gf      | Gs      | G            | V            | N            | P            | Gf           | Gs           | G      | V      | N      | P      | Gf     | Gs     | G      | V      | N      | P      | Gf     | Gs     | DR  |
| ------------ | ----- | ------- | ------- | ------- | ------- | ------- | ------- | ------------ | ------------ | ------------ | ------------ | ------------ | ------------ | ------ | ------ | ------ | ------ | ------ | ------ | ------ | ------ | ------ | ------ | ------ | ------ | --- |
| Serie A1     | 29    | 12      | 5       | 2       | 5       | 98      | 100     | 13           | 2            | 6            | 5            | 101          | 124          | 0      | 0      | 0      | 0      | 0      | 0      | 25     | 7      | 8      | 10     | 199    | 224    | -25 |
| Totale       | -     | 12      | 5       | 2       | 5       | 98      | 100     | 13           | 2            | 6            | 5            | 101          | 124          | 0      | 0      | 0      | 0      | 0      | 0      | 25     | 7      | 8      | 10     | 199    | 224    | -25 |

### Classifica marcatori
| Tot. | Giocatore            | A1 |
| ---- | -------------------- | -- |
| 37   | Matthew De Trane     | 37 |
| 32   | Roberto Ravina       | 32 |
| 28   | Alessandro Di Somma  | 28 |
| 27   | Gian Marco Guidaldi  | 27 |
| 23   | Fabio Gambacorta     | 23 |
| 15   | Alonso Ives Gonzalez | 15 |
| 11   | Andrea Fracas        | 11 |
| 8    | Filippo Gavazzi      | 8  |
| 7    | Matteo Monari        | 7  |
| 5    | Mario Guidi          | 5  |
| 3    | Marco Giordano       | 3  |
| 1    | Duilio Puccio        | 1  |